# كوبيسيسجادة
كوبيسيسجادة أو (السجق بالصربية) هو احتفال دولي للسجق، ينظم سنويا في قرية توريجا، بالقرب من سربوبران، صربيا. عقد 32 احتفالا منذ فبراير 2017 ؛ وهو واحد من أكبر وأشهر احتفالات القري في صربيا. ويشارك في الاحتفال عشرات الآلاف من الأشخاص كل سنة.